# شبه سهل
شبه السهل في علم شكل الأرض وعلم طبقات الأرض هو سهل منخفض التضاريس يتكون من التعرية والحث والجرف المطول بعملية تسمى الانسطاح. ويشير غالبًا مرحلة شبه نهائية (أو ما قبل الأخيرة) من التعرية النهري خلال أوقات الاستقرار التكتوني الممتد. ترتبط السهول أحيانًا بدورة نظرية التآكل لوليم دافس لكنه وغيره من الباحثين استخدموا أيضًا المصطلح بطريقة وصفية بحتة دون إرفاق أي نظرية أو نشأة معينة.

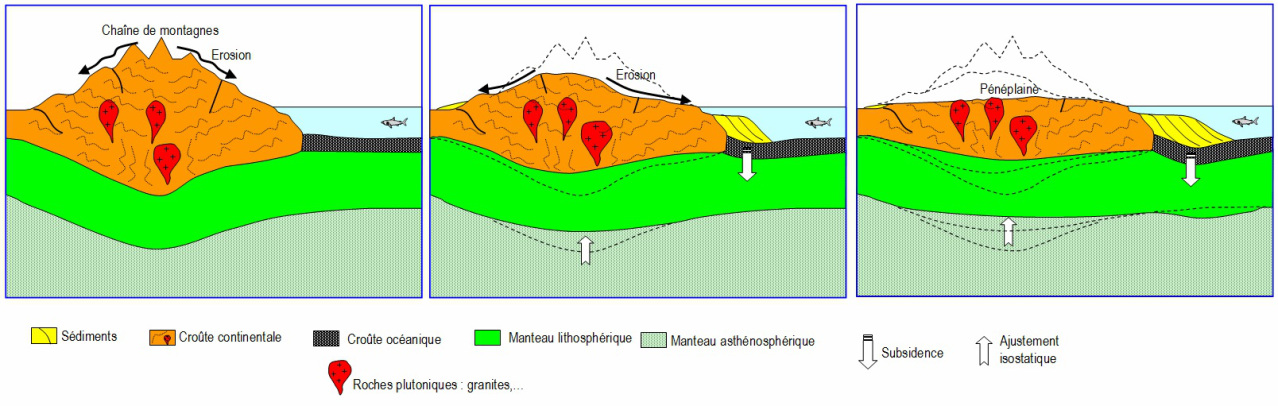
رسم تخطيطي للانسطاح بعد تكون الجبال